# Michael Waginger
Michael Waginger (* 5. Juli 1979 in Immenstadt) ist ein ehemaliger deutscher Eishockeyspieler, der bis zu der Saison 2013/2014 für den ERC Sonthofen spielte und seine Karriere 2014 beendete.

## Karriere
Michael Waginger erlernte das Eishockey in der Nachbarstadt seines Heimatortes beim ERC Sonthofen, wo er in der Spielzeit 1997/98 erste Einsätze in der viertklassigen 2. Liga erhielt. Nach der Auflösung des Vereins im Sommer 1998 wechselte der Flügelstürmer zum gerade in die Regionalliga zurückgestuften ESV Kaufbeuren, für die er vor dessen Abstieg bereits mit einer Förderlizenz ein Spiel in der Deutschen Eishockey Liga bestritten hatte. Bis 2004 war Waginger für den Club aktiv und schaffte mit dem Team den direkten Durchmarsch in die 2. Bundesliga zurück.
Zur Spielzeit 2004/05 unterzeichnete der gebürtige Allgäuer einen Vertrag beim Ligakonkurrenten EV Duisburg. Nach deren Aufstieg 2005 spielte Waginger für die Füchse auch ein Jahr lang in der DEL, bevor er zur Saison 2006/07 zum ERC Ingolstadt wechselte. Nach der Saison 2011/12 erhielt Michael Waginger nach sechs Jahren beim ERC Ingolstadt dort keinen neuen Vertrag. Daraufhin kehrte er zu seinen Heimatverein zurück, um für den ERC Sonthofen in der viertklassigen Bayernliga zu spielen. Nach der Saison 2013/2014 beendete er seine Karriere mit dem Gewinn der Bayernliga. Für die Play-downs der Oberliga-Süd 2014/2015 gab er ein Comeback, um seinen Heimatverein den ERC Sonthofen zu unterstützen und den Abstieg aus der Spielklasse zu verhindern.
Seit der Saison 2015/16 ist Waginger Nachwuchstrainer beim ERC Sonthofen.

### International
Im Jahr 2006 gehörte Michael Waginger auch zum erweiterten Kader der deutschen Nationalmannschaft und bestritt 11 Länderspiele.

### Spielerstatistik
(Legende zur Spielerstatistik: Sp oder GP = absolvierte Spiele; T oder G = erzielte Tore; V oder A = erzielte Assists; Pkt oder Pts = erzielte Scorerpunkte; SM oder PIM = erhaltene Strafminuten; +/− = Plus/Minus-Bilanz; PP = erzielte Überzahltore; SH = erzielte Unterzahltore; GW = erzielte Siegtore; 1 Play-downs/Relegation; Kursiv: Statistik nicht vollständig)